# 阿登鎮區 (阿肯色州利特爾里弗縣)
阿登鎮區（英語：Arden Township）是位於美國阿肯色州利特爾里弗縣的一個行政鎮區。

## 地方資料
阿登鎮區的面積為69.38平方千米，當中陸地面積為69.21平方千米，而水域面積為0.17平方千米。根據2010年美國人口普查的數據，當地共有人口423人，而人口密度為每平方千米6.1人。